# دیمیتار پنف
دیمیتار پف (بلغاری: Димитър Душков Пенев؛ زادهٔ ۱۲ ژوئیهٔ ۱۹۴۵) یک بازیکن فوتبال اهل بلغارستان است.
وی همچنین در تیم ملی فوتبال بلغارستان بازی کرده‌است.